# رامون (مغني)
رامون (بالإسبانية: Ramón)‏ هو مغني إسباني، ولد في 3 مايو 1985 في لاس بالماس دي غران كناريا في إسبانيا.

## وصلات خارجية
- رامون على موقع ميوزك برينز (الإنجليزية)
- رامون على موقع ديسكوغز (الإنجليزية)
- رامون على موقع ديسكوغز (الإنجليزية)